# Till R. Kuhnle
Till Rainer Kuhnle (* 1959 in Stuttgart) ist ein deutscher Romanist.

## Leben
Till R. Kuhnle wuchs in Stuttgart und Winterbach (Remstal) auf. Nach dem Abitur am Max-Planck-Gymnasium in Schorndorf (Rems-Murr-Kreis) studierte er Romanistik und Germanistik/Komparatistik in Augsburg. Die Promotion erfolgte 1992. 2000 folgte die Habilitation im Fach Romanische Literaturwissenschaft an der Universität Augsburg. Er ist seit 2011 Professor für Vergleichende Literaturwissenschaft (littérature comparée) an der Université de Limoges und lehrte zuvor an den Hochschulen Université Charles-de-Gaulle/Lille III (1989–1993), Universität Augsburg (1993–2005), Université du Littoral/Boulogne-sur-Mer.

## Veröffentlichungen
- Créer devant l'Histoire (Düren 2020)
- Abenteuer, Kitsch und Katastrophe (Wien i. V)
- Das Fortschrittstrauma. Vier Studien zur Pathogenese literarischer Diskurse (Tübingen 2005, zugl. Habil.-Schrift, Augsburg 2004)
- Chronos und Thanatos: Zum Existentialismus des ›nouveau romancier‹ Claude Simon (1995, ND Tübingen 2011)